# Ahmed Brahim
Pour les articles homonymes, voir Brahim (homonymie).
Ahmed Brahim ou Ahmed Ibrahim (arabe : أحمد إبراهيم), né le 14 juin 1946 dans la presqu'île de Zarzis et mort le 14 avril 2016 à Tunis, est un homme politique, universitaire et syndicaliste tunisien.
Premier secrétaire du mouvement Ettajdid, il est le candidat de son mouvement à l'élection présidentielle tunisienne de 2009, sous la bannière de l'Initiative nationale pour la démocratie et le progrès (INDP).
Professeur de français à l'université de Tunis I à la retraite, spécialiste de linguistique comparée, il est brièvement ministre de l'Enseignement supérieur dans le gouvernement de transition formé par Mohamed Ghannouchi en 2011 puis membre de l'assemblée constituante.

## Activités politiques

### Du militant au cadre politique
Au milieu des années 1960, il adhère au Parti communiste tunisien (PCT), dont il est élu membre du comité central en 1981 puis membre du bureau politique en 1987. Dans les années 1980 et au début des années 1990, il occupe le poste de directeur de la rédaction de l'hebdomadaire du parti, Attariq Al Jadid.
En 1993, au dixième congrès du PCT, il figure parmi les fondateurs du mouvement Ettajdid, rassemblement de militants progressistes aux orientations intellectuelles et politiques diverses ; il est élu membre du comité exécutif du mouvement à l'occasion de ce congrès constitutif. Cependant, entre 1994 et 2001, il suspend ses activités en raison du pouvoir jugé personnel de Mohamed Harmel, le chef historique du parti.
Au congrès suivant, en 2001, il joue un rôle de premier plan dans son repositionnement au sein de l'opposition et se voit élu secrétaire général adjoint.

### Direction du mouvement

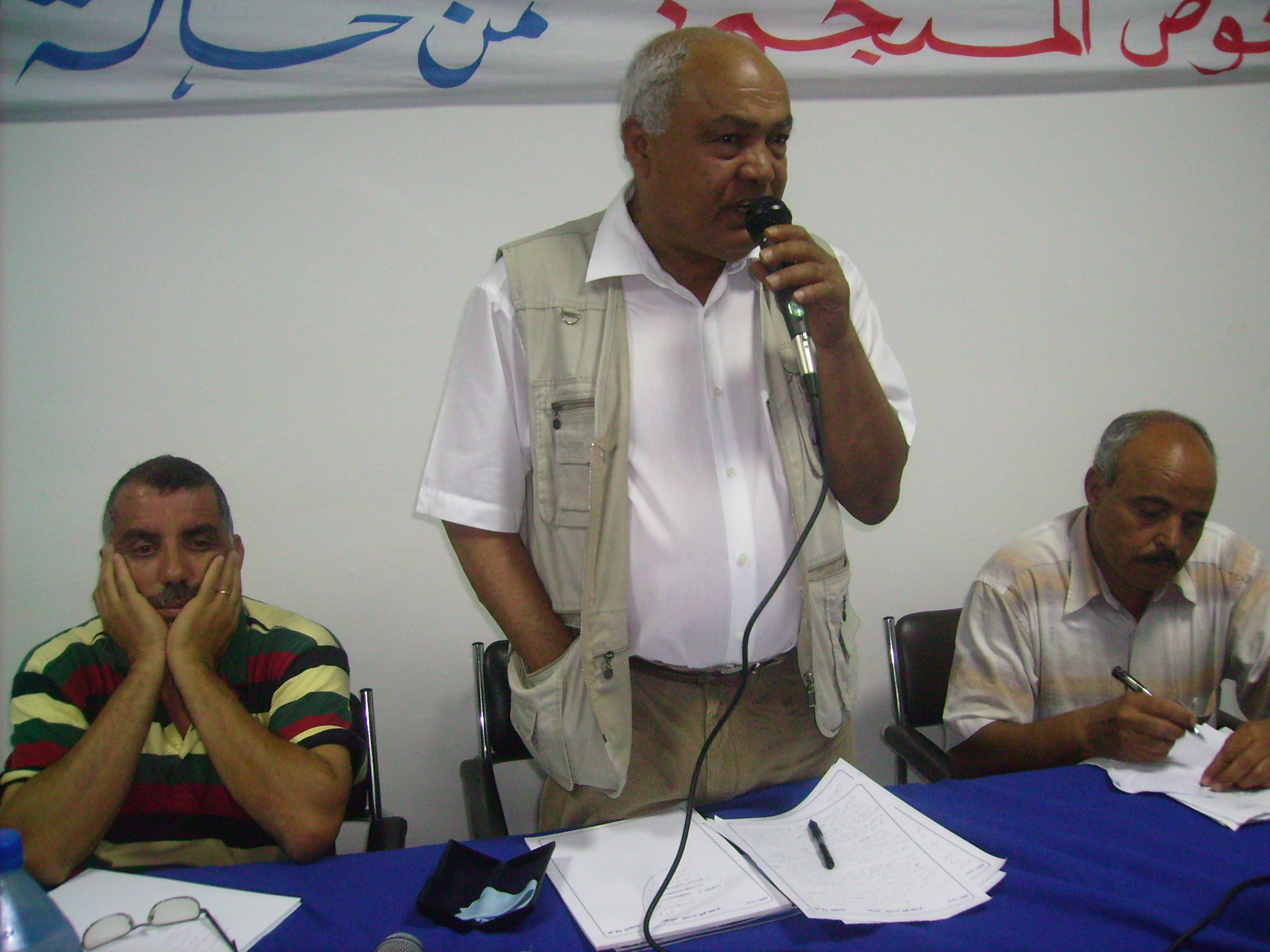
Ahmed Brahim prenant la parole durant un meeting

Il joue alors un rôle important dans la mise en œuvre du congrès tenu en juillet 2007 et considéré comme l'aboutissement d'un processus unitaire ayant regroupé sur une base paritaire les cadres du mouvement et des militants démocrates et progressistes indépendants.
Lors de ce congrès, étant le seul candidat, il est élu premier secrétaire du mouvement Ettajdid, succédant ainsi à Harmel.
À ce poste, il participe aux consultations aboutissant, en juin 2008, à la fondation de l'INDP, une coalition se considérant comme un prolongement et un développement de l'expérience de l'Initiative démocratique ayant participé à l'élection de 2004 ainsi que de celle de l'Initiative/Coalition après 2005.
L'INDP regroupe, outre le mouvement Ettajdid et des personnalités et militants indépendants, le Parti socialiste de gauche et le Parti du travail patriotique et démocratique, qui revendiquent tous deux la reconnaissance de leur droit à une activité politique légale.
Le journaliste Mahdi Mohsen l'a critiqué pour cela, lui reprochant le fait d'« engager des alliances avec des groupuscules qui s'activent en marge de la loi ».

### Candidature présidentielle

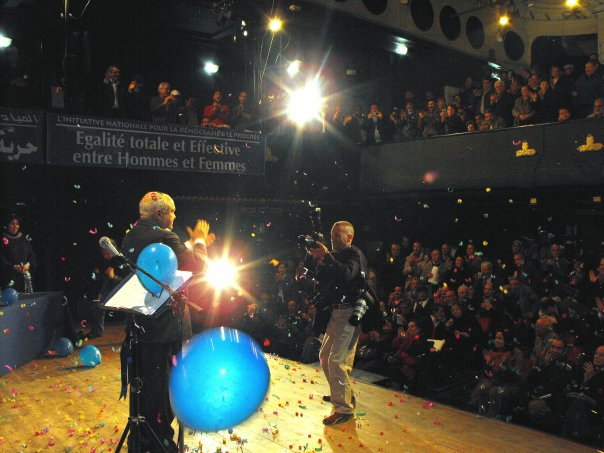
Ahmed Brahim, après son investiture comme candidat à la présidence.

En vue de l'élection présidentielle de 2009, il est officiellement investi candidat le 22 mars 2009 lors d'un meeting de l'INDP. Il affirme alors s'engager « dans une véritable compétition pour s'opposer fermement, d'égal à égal, au candidat du pouvoir »,. Il affirme voir en ces élections « un nouveau départ pour le changement dans [la] vie démocratique ».
Abderrazak Hammami, du Parti du travail patriotique et démocratique, voit pour sa part en Brahim « le candidat de l'opposition le plus crédible ». Au terme du scrutin, il arrive finalement en dernière position avec 1,57 % des suffrages exprimés.

### Post-révolution
Opposant historique à la politique de Ben Ali, Ahmed Brahim fait son entrée en tant que ministre de l'Enseignement supérieur et de la Recherche scientifique au sein du gouvernement Ghannouchi formé le 17 janvier 2011. Il présente sa démission le 1er mars 2011, à la suite de Ghannouchi. Pendant son mandat ministériel, il dissout la police universitaire et généralise l'élection des chefs d'établissements universitaires ainsi que des présidents des universités.
Le 23 octobre 2011, il est élu membre de l'assemblée constituante dans la deuxième circonscription de Tunis. Le 1er avril 2012, il prend la tête d'un nouveau parti, la Voie démocratique et sociale, dans lequel le mouvement Ettajdid est intégré. Il quitte ses fonctions le 22 juin 2014 à l'issue du congrès constitutif du parti, cédant sa place à Samir Taïeb.

### Idées politiques
Brahim se dit favorable à l'émergence d'un « État démocratique moderne et laïque », en rupture avec l'opposition radicale, proche des islamistes, tout comme avec l'opposition parlementaire modérée, considérée comme proche du président Zine el-Abidine Ben Ali. Il exige une réforme « radicale » du système électoral, qui assainirait le climat politique en garantissant les libertés de réunion, d'organisation et de la presse, et qui annulerait un projet de loi instaurant, selon lui, un contrôle préalable des discours publics des candidats.
Il réclame également la libération de « tous ceux qui ont été jugés pour leurs opinions », faisant référence aux militants condamnés à la suite des troubles sociaux qui ont eu lieu en 2008 dans la région minière de Gafsa.

## Activités syndicales
Ahmed Brahim a milité au sein du mouvement étudiant tunisien. Dans les années 1960, il assume des responsabilités dans les structures de l'Union générale des étudiants de Tunisie (UGET) et de l'Association des étudiants musulmans nord-africains en France. Il participe par ailleurs au congrès de l'UGET à Korba en 1971.
Il milite également au sein de l'Union générale tunisienne du travail, dans le secteur de l'enseignement secondaire, puis dans celui de l'enseignement supérieur. Au début des années 1980, il est élu membre du Bureau national du syndicat de l'enseignement supérieur et de la recherche scientifique.

## Activités académiques
En tant que professeur et chercheur, Ahmed Brahim dirige des dizaines de thèses de doctorat et de mémoires de master. Il assume également des responsabilités au sein du conseil scientifique de la faculté des lettres de La Manouba et du conseil de l'Université de La Manouba, ainsi que dans d'autres instances académiques.
Il fonde et dirige à partir des années 1990 une unité de recherche baptisée « Langage et métalangage » qui regroupe des dizaines de chercheurs de diverses universités et spécialités linguistiques. Il a également publié divers ouvrages, études et articles en linguistique française, arabe et générale ainsi qu'en linguistique comparée.

## Vie privée
Il est marié et père de deux filles.
En juin 2014, Ahmed Brahim quitte son poste de secrétaire général de la Voie démocratique et sociale à la suite de problèmes cardiaques. Il subit une opération à cœur ouvert. Hospitalisé à l'hôpital militaire de Tunis, son état se détériore et il meurt le 14 avril 2016 à son domicile de Tunis. Il est inhumé au carré des leaders du cimetière du Djellaz sur instruction du président Béji Caïd Essebsi.

## Distinctions
En 2014, il est décoré des insignes de chevalier de l'Ordre national du Mérite.

## Hommages
Le 26 mai 2016, la faculté des lettres, des arts et des humanités de La Manouba (ar) rend hommage à sa mémoire au cours d'une cérémonie rehaussée par la présence des autorités universitaires et des représentants du ministère de l'Enseignement supérieur et de la Recherche scientifique. Le 28 mai, son parti commémore, au palais des congrès de Tunis, le quarantième jour de son décès. Quelques jours après, la Fondation de la maison de la Tunisie et l'Association des chercheurs et enseignants tunisiens en France lui rendent hommage à leur tour, à Paris.
Le 1er août, une autre cérémonie est organisée au Centre culturel méditerranéen à Houmt Souk.

## Publications
- Linguistique contrastive et fautes de français, éd. Faculté des lettres, des arts et des humanités de La Manouba, La Manouba, 1994
- L'Occultif : hypothèse pour un traitement trans-linguistique du passif et des structures apparentées, éd. Association tunisienne de linguistique, Tunis, 1996
- Syntaxe plurielle de la phrase complexe, éd. Faculté des lettres, des arts et des humanités de La Manouba, La Manouba, 1998